# تادئوش دمبونچیک
تادئوش دمبونچیک (لهستانی: Tadeusz Dembończyk; ۲۳ دسامبر ۱۹۵۵ – ۱۱ فوریهٔ ۲۰۰۴) وزنه‌بردار اهل لهستان بود.